# 岡田稲男
岡田 稲男（おかだ いなお、1960年11月3日 - ）は、日本の調教師、元調教助手。日本中央競馬会（JRA）・栗東トレーニングセンター所属。

## 来歴
滋賀県出身。1979年1月、栗東・佐藤勇厩舎、大沢真厩舎で調教助手となる。
2002年に調教師試験に合格、翌年2003年に開業。
2003年7月19日、函館第10競走の登別特別をダンシングブルームで勝利し、35戦目で厩舎初勝利。
2008年10月18日、デイリー杯2歳ステークスをシェーンヴァルトで勝利し重賞初制覇。
2024年4月28日、第169回天皇賞(春)をテーオーロイヤルで勝利し、JRA・G1初勝利を上げる。厩舎所属の鞍上菱田裕二もG1初勝利であった。

## 調教師成績
|            | 日付           | 競馬場・開催  | 競走名         | 馬名               | 頭数 | 人気 | 着順 |
| ---------- | -------------- | ------------- | -------------- | ------------------ | ---- | ---- | ---- |
| 初出走     | 2003年4月27日  | 3回京都2日2R  | 3歳未勝利      | ウォーターピーア   | 16頭 | 14   | 14着 |
| 初勝利     | 2003年7月19日  | 2回函館1日10R | 登別特別       | ダンシングブルーム | 16頭 | 9    | 1着  |
| 重賞初出走 | 2003年8月10日  | 2回函館8日11R | 函館2歳S       | リガードシチー     | 14頭 | 9    | 9着  |
| 重賞初勝利 | 2008年10月18日 | 4回京都3日11R | デイリー杯2歳S | シェーンヴァルト   | 12頭 | 3    | 1着  |
| GI初出走   | 2003年12月14日 | 6回中山4日11R | 朝日杯FS       | リガードシチー     | 16頭 | 15   | 15着 |
| GI級初勝利 | 2022年6月29日  | 6回大井3日11R | 帝王賞         | メイショウハリオ   | 9頭  | 5    | 1着  |
| GI初勝利   | 2024年4月28日  | 3回京都4日11R | 天皇賞（春）   | テーオーロイヤル   | 17頭 | 1    | 1着  |

## 主な管理馬
太字はGI・JpnI競走を示す
- シェーンヴァルト（2008年デイリー杯2歳ステークス）
- エイシンアポロン（2009年京王杯2歳ステークス）
- ラッシュストリート（2010年佐賀記念）
- マスクゾロ（2016年シリウスステークス）
- メイショウハリオ（2021年みやこステークス、2022年マーチステークス、2022年・2023年帝王賞連覇、2023年かしわ記念、2025年川崎記念）
- テーオーロイヤル（2022年・2024年ダイヤモンドステークス、2024年阪神大賞典、天皇賞（春））
- テンカジョウ（2024年マリーンカップ、2025年兵庫女王盃、エンプレス杯）

出典:

## 主な厩舎所属者
※太字は門下生。括弧内は厩舎所属期間と所属中の職分。
- 内山正博（2003年 - 調教助手）
- 日吉正和（2003年 - 2004年 調教助手）
- 久保田英敬（2004年 騎手→調教助手）
- 高橋康之（2006年 騎手）
- 白坂聡（2007年 騎手）
- 菱田裕二（2012年 - 騎手）